# Shōta Fujisaki
Shōta Fujisaki (japanisch 藤﨑 将汰 Fujisaki Shōta; * 10. Januar 1994 in Tokio, Präfektur Tokio) ist ein japanischer Fußballspieler.

## Karriere
Shōta Fujisaki erlernte das Fußballspielen in der Schulmannschaft der Hachioji North High School und der Universitätsmannschaft der Naomi Gakuen University. Seinen ersten Vertrag unterschrieb er 2016 bei Fujieda MYFC. Der Verein aus Fujieda spielte in der dritthöchsten Liga des Landes, der J3 League. Im März 2017 wechselte er auf Leihbasis zum Amitie SC Kyoto (heute: Ococias Kyoto AC). Nach der Ausleihe wurde er am 1. Januar 2018 fest von Kyoto unter Vertrag genommen. 2019 wechselte er zum Regionalligisten Kōchi United SC. Mit dem Verein aus Kōchi spielte er in der Shikoku Soccer League. Hier feierte er die Meisterschaft und den Aufstieg in die vierte Liga. Nach insgesamt 87 Ligaspielen wechselte er im Januar 2023 zum Ligakonkurrenten FC Tiamo Hirakata. Für den Verein aus Hirakata bestritt er 24 Viertligaspiele. Nach einer Spielzeit wechselte er im Januar 2024 zum ebenfalls in der vierten Liga spielenden Okinawa SV.

## Erfolge
Kochi United SC
- Shikoku Soccer League: 2019  ▲